# Crunchyroll
Crunchyroll, LLC là một công ty phân phối, xuất bản và cấp phép có trụ sở tại Hoa Kỳ tập trung vào streaming video phương tiện truyền thông Đông Á bao gồm anime, manga, drama, âm nhạc, giải trí điện tử và nội dung đua xe ô tô. Crunchyroll do một nhóm sinh viên tốt nghiệp Đại học UC Berkeley thành lập vào năm 2006, kênh phân phối và chương trình hợp tác của Crunchyroll cung cấp nội dung với hơn năm triệu thành viên cộng đồng trực tuyến trên Sony thông báo toàn thế giới. Tháng 12 năm 2020, Sony thông báo rằng công ty con Funimation của hãng sẽ thỏa thuận mua lại Crunchyroll từ AT&T với giá 1.175 tỉ USD, việc mua hoàn tất vào tháng 8 năm 2021. Crunchyroll được tài trợ bởi The Chernin Group và TV Tokyo. Crunchyroll-Hime hay Hime là linh vật đại diện chính thức của Crunchyroll.

## Lịch sử
Crunchyroll được bắt đầu vào năm 2006 như là một video tải lên vì lợi nhuận và trang web streaming chuyên dùng để lưu trữ nội dung video Đông Á. Một số nội dung được lưu trữ trên Crunchyroll, chẳng hạn như các phiên bản fansub của chương trình hay bản tải lậu Đông Á trong bản phát hành chính thức các tựa anime ở Mỹ, được lưu trữ bất hợp pháp mà không có sự cho phép của bất kỳ chủ sở hữu bản quyền nào hoặc các nhóm fansub có trách nhiệm. Tuy vậy Crunchyroll cuối cùng đã phải gỡ bỏ nội dung có bản quyền khi có yêu cầu của chủ sở hữu bản quyền.
Vào năm 2008, Crunchyroll đã tìm được một nguồn vốn đầu tư 4.05 triệu USD từ công ty đầu tư mạo hiểm Venrock. Việc đầu tư cũng thu hút sự chỉ trích từ các nhà phân phối và hãng cấp phép anime Bandai Entertainment và Funimation chỉ vì trang web tiếp tục cho phép người dùng tải lên các bản sao bất hợp pháp của các tựa phim được cấp phép. Tuy vậy Crunchyroll cuối cùng phải đảm bảo thỏa thuận phân phối hợp pháp với các công ty, bao gồm cả Gonzo vì số lượng các tựa phim ngày càng tăng. Ngày 8 tháng 1 năm 2009, sau khi công bố một thỏa thuận với TV Tokyo để lưu trữ các tập phim của Naruto Shippuden, Crunchyroll đã cam kết sẽ loại bỏ tất cả các tài liệu vi phạm bản quyền ra khỏi trang web của mình và chỉ lưu trữ nội dung được quyền phân phối hợp pháp.
Năm 2010, Crunchyroll công bố việc mua lại bản quyền DVD thị trường Bắc Mỹ của bộ phim anime 5 Centimeters Per Second. Đây là lần phát hành DVD đầu tiên được cấp phép bởi Crunchyroll. Tính đến mùa hè năm 2011, Crunchyroll đã cung cấp hơn 200 chương trình anime và hơn 200 bộ phim truyền hình châu Á cho người sử dụng, mặc dù không phải tất cả các chương trình đều có sẵn trên toàn thế giới do hạn chế việc cấp phép. Vào ngày 2 tháng 12 năm 2013, The Chernin Group thông báo rằng họ đã có được quyền kiểm soát lợi tức trong Crunchyroll. Một người có kiến thức về các giao dịch cho biết giá mua lại là gần 100 triệu USD. The Chernin Group nói rằng ban quản lý Crunchyroll và nhà đầu tư hiện tại TV Tokyo sẽ duy trì một cổ phần "đáng kể" trong công ty.
Ngày 12 tháng 8 năm 2020, trang The Information thông báo rằng Sony Pictures Entertainment, công ty mẹ của Funimation, đang lên kế hoạch mua lại Crunchyroll từ WarnerMedia với giá 1,5 tỉ đô la Mỹ. Theo trang Variety, mức giá này sau đó đã giảm xuống còn 1 tỉ đô la Mỹ.
Ngày 9 tháng 12 năm, 2020, Funimation và Sony thông báo họ đã đạt thỏa thuận với AT&T và WarnerMedia để mua lại Crunchyroll với mức giá cuối cùng là 1,175 triệu đô la Mỹ. Việc mua lại cũng thu hút sự chú ý của Bộ Tư pháp Hoa Kỳ vào tháng 3 năm 2021 khiến Bộ phải can thiệp và điều tra. Ngày 9 tháng 8 năm 2021, Sony và AT&T kết thúc thỏa thuận mua lại Crunchyroll.
Ngày 4 tháng 8 năm 2022, Crunchyroll mua lại Right Stuf, một đại lý bán lẻ các sản phẩm liên quan đến anime của Hoa Kỳ.

## Tính hiệu lực
Việc truy cập miễn phí Crunchyroll đều có sẵn trên các trình duyệt máy tính để bàn và các thiết bị với Windows Phone, iOS và Android được kết nối với một nguồn Wi-Fi. Tuy nhiên, không phải tất cả nội dung đều được cung cấp miễn phí. Một số nội dung đòi phải trả phí dịch vụ thuê bao là 6,95 USD/tháng, trong khi nội dung khác thì trở nên miễn phí sau quá trình trì hoãn, thường là một tuần sau khi sẵn sàng cho các thành viên trả phí, và chỉ trả các thành viên có quyền truy cập vào các nội dung trên HDTV. Một số tựa phim chỉ trả theo phương thức thuê bao dựa trên các thỏa thuận được cấp phép. Một số tựa phim chỉ có ở những vùng nhất định trên thế giới; một số tựa phim có sẵn tại Mỹ lại không có sẵn ở các nước khác.
Với các thành viên trả tiền, streaming để chọn thiết bị Windows Phone (với OS 7.5 hoặc cao hơn), các thiết bị Roku, Boxee, các hệ máy console PlayStation 3, PlayStation 4, PlayStation Vita, Xbox 360 và Xbox One, cùng Vizio, Google và TV Samsung kích hoạt Internet đều sẵn sàng để dùng. Vào tháng 6 năm 2013, dịch vụ đã có thể dùng được thông qua Apple TV.

## Crunchyroll-Hime

Một thiết kế chính thức của Crunchyroll-Hime

Crunchyroll-Hime hay Hime (tiếng Nhật: 姫, tiếng Việt: Công chúa) là linh vật đại diện chính thức của Crunchyroll được lồng tiếng bởi Tachibana Rian. Thiết kế của Hime được lần đầu tạo ra bởi Eunice Dahae Baik trong một cuộc thi thiết kế linh vật do Crunchyroll tổ chức vào năm 2012. Nhân vật này thường xuất hiện trên trang web của Crunchyroll và các tài liệu quảng cáo do Crunchyroll phát hành. Ngoài là linh vật đại diện chính thức của Crunchyroll, Hime cũng xuất hiện với vai trò là nhân vật chính trong bộ truyện The Daily Life of Crunchyroll-hime được viết và minh hoạ bởi KATA. Vào ngày 9 tháng 10 năm 2021, Crunchyroll thông báo rằng họ sẽ ra mắt kênh YouTube riêng cho Hime với Hime trong vai trò là YouTuber ảo và lên sóng từ ngày 12 tháng 10 năm 2021.